# Dème de Grevená
Le dème de Grevená, en grec moderne : Δήμος Γρεβενών / Dímos Grevenón, est un dème du district régional de Grevená, en Macédoine-Occidentale, Grèce. Le dème actuel résulte de la fusion, en 2010, des anciens dèmes d'Avdélla, d'Ágios Kosmás, de Dotsikó, de Górgiani, de Grevená, d'Irakleótes, de Mesoloúri, de Perivóli, de Samarine, de Smíxi, de Theódoros Ziákas et de Véndzio.

Selon le recensement de 2011, la population du dème compte 17 710 habitants, tandis que celle de la ville de Grevená s'élève à 13 137 habitants.
Le siège du dème est la ville de Grevená.